# 林小参
林 小参（小參、はやし こさん、1863年3月9日（文久3年1月20日）- 1921年（大正10年）11月21日）は、明治から大正期の農業経営者、政治家。衆議院議員。旧姓・小原。

## 経歴
尾張国春日井郡上条村（愛知県春日井郡和爾良村、東春日井郡和爾良村、鳥居松村を経て現春日井市上条町）で、小原藤三郎の長男として生まれ、皇漢学、英学、撃剣、柔術を学んだ。1881年（明治14年）先々代林金兵衛の養子となり、先代・亡養兄国太郎の家督を相続し農業を営む。
学務委員、勧業委員、東春日井郡書記、和爾良村会議員、連合村会議員、愛知県教育会商議員、愛知県育児院幹事、東春日井郡徴兵参事員、同郡会議員、同参事会員、愛知県会議員、大日本武徳会支部常置委員などを務めた。実業界では、小牧銀行取締役に在任した。
1902年（明治35年）8月、第7回衆議院議員総選挙では愛知県郡部で初当選し、その後、第9回総選挙まで再選され、最後は立憲政友会に所属して衆議院議員に連続3期在任した。

## 国政選挙歴
- 第7回衆議院議員総選挙（愛知県郡部、1902年8月、壬寅会）当選[6]
- 第8回衆議院議員総選挙（愛知県郡部、1903年3月、中正倶楽部）当選[6]
- 第9回衆議院議員総選挙（愛知県郡部、1904年3月、甲辰倶楽部）当選[6]

## 著作
- 磯谷光利共編『東春日井郡地誌略』矢野平兵衛、1883年。